# Чемпионат Северной, Центральной Америки и Карибского бассейна по волейболу среди мужчин 1971
2-й чемпионат Северной, Центральной Америки и Карибского бассейна (NORCECA) по волейболу среди мужчин прошёл с 17 по 22 августа 1971 года в Гаване (Куба) с участием 5 национальных сборных команд. Чемпионский титул во второй раз подряд выиграла сборная Кубы.

## Команды-участницы
Куба, Мексика, Нидерландские Антильские острова, Пуэрто-Рико, США.

## Система проведения чемпионата
5 команд-участниц провели однокруговой турнир, по результатам которого определена итоговая расстановка мест.

## Результаты
| М | Команда                          | 1   | 2   | 3   | 4   | 5   | И | В | П | С/П  | О |
| - | -------------------------------- | --- | --- | --- | --- | --- | - | - | - | ---- | - |
| 1 | Куба                             |     | 3:1 | 3:0 | 3:0 | 3:0 | 4 | 4 | 0 | 12:1 | 8 |
| 2 | США                              | 1:3 |     | 3:0 | 3:0 | 3:0 | 4 | 3 | 1 | 10:3 | 7 |
| 3 | Мексика                          | 0:3 | 0:3 |     | 3:0 | 3:0 | 4 | 2 | 2 | 6:6  | 6 |
| 4 | Пуэрто-Рико                      | 0:3 | 0:3 | 0:3 |     | 3:0 | 4 | 1 | 3 | 3:9  | 5 |
| 5 | Нидерландские Антильские острова | 0:3 | 0:3 | 0:3 | 0:3 |     | 4 | 0 | 4 | 0:12 | 4 |

17 августа: США — Нидерландские Антильские острова 3:0 (15:3, 15:2, 15:1); Куба — Пуэрто-Рико 3:0 (15:2, 15:4, 15:6).
18 августа: США — Мексика 3:0 (15:7, 17:15, 15:11); Куба — Нидерландские Антильские острова 3:0 (15:0, 15:4, 15:1).
20 августа: Мексика — Нидерландские Антильские острова 3:0; США — Пуэрто-Рико 3:0 (15:7, 15:5, 15:8).
21 августа: Пуэрто-Рико — Нидерландские Антильские острова 3:0; Куба — Мексика 3:0 (15:8, 15:11, 15:8).
22 августа: Мексика — Пуэрто-Рико 3:0; Куба — США 3:1 (8:15, 15:10, 15:6, 15:8).

## Итоги

### Положение команд
| Куба                                |
| США                                 |
| Мексика                             |
| 4. Пуэрто-Рико                      |
| 5. Нидерландские Антильские острова |